# Число (словенски език)
Вижте пояснителната страница за други значения на Число.
За илюстрация на използването на категорията число в словенски, ще дадем пример с формите на бъдеще време.
Бъдеще време в словенски се образува с помощта на глагола biti (съм) в бъдеще време плюс минало („елово“) причастие на смисловия глагол.
Например, българското бъдеще време в таблица по-долу аз ще видя (Jaz bom videl), включително родовете за 3 лице единствено число: той (= on) и тя (= ona), без то (= ono) може да се трансформира от:
| Единствено число | Множествено число за двама | Множествено число      |
| Аз ще видя       | Ние (двамата) ще видим     | Ние (всички) ще видим  |
| Ти ще видиш      | Вие (двамата) ще видите    | Вие (всички) ще видите |
| Той/тя ще види   | Те (двамата) ще видят      | Те (всички) ще видят   |

в:
| Единствено число +м/ж род    | Двойствено число +м/ж род                                   | Множествено число +м/ж род      |
| Jaz bom videl/Jaz bom videla | Midva bova videla/Midve bova videli                         | Mi bomo videli/Me bomo videle   |
| Ti boš videl/Ti boš videla   | Vidva bosta videla/Vidve bosta videli                       | Vi boste videli/Ve boste videle |
| On bo videl/Ona bo videla    | Ona (или onadva) bosta videla/Oni (или onidve) bosta videli | Oni bodo videli/One bodo videle |

## Двойствено число
В словенски език има не само единствено и множествено число, а и двойствено, което в български се превежда с добавяне на думата двамата или двете.
Двойственото число е характерно за старобългарския език, откъдето се прави заключение, че е съществувало още в праславянския език. От него е пренесено и в словенски. То представлява граматическо число като единствено и множествено, само че се използва за два обекта или субекта. Например:
Ona sta (те двамата са – два обекта или субекта) [мъжки род]
Oni sta (те двете са – два обекта или субекта) [женски род]
Oni so (Те (всички) са – повече от два обекта или субекта) [мъжки род]
One so ( Те (всички) са – повече от два обекта или субекта) [женски род]
Двойственото число е запазено и в родовете, както ясно се вижда от горния пример.
Двойственото число е твърде трудно за разбиране от чужденец, обаче то допринася за специфичен стил. Сравнете следните изречения:
Bil je lep jesenski dan. Odšli smo v park. Usedli smo se na klopco in se pogovarjali. Lepo nam je bilo.
Беше хубав есенен ден. Отидохме в парка. Седнахме на пейка и разговаряхме. Прекарахме добре.
Bil je lep jesenski dan. Odšla sva v park. Usedla sva se na klopco in se pogovarjala. Lepo nama je bilo.
Беше хубав есенен ден. (Ние двамата) отидохме в парка. (Ние двамата) седнахме на пейка и (ние двамата) разговаряхме. (Ние двамата) прекарахме добре.
Вторият текст звучи за словенеца по-романтично и интимно, това е характерен стил, който не може да се предаде на български, защото липсва двойствено число.